# 東揚州
東揚州，中国古代的州。
刘宋孝建元年（454年），分扬州下辖的会稽、东阳、新安、永嘉、临海五郡为东扬州。大明三年（459年），罢扬州，以其地为王畿，东扬州则改称扬州（治山阴）。八年（464），罢王畿，复立扬州，扬州复称东扬州。永光元年（465年），东扬州并入扬州。南梁普通五年（524年）三月，析扬州、江州地置东扬州，辖会稽、东阳、新安、临海、永嘉、建安、晋安七郡。太平元年（556年），撤州。绍泰二年（556年），复设东扬州。陈永定三年（559年），东扬州撤销，其地并入扬州、缙州和新析建的闽州。天嘉三年（562）六月，复设东扬州。隋開皇九年（589年），隋灭陳，改東揚州为吴州。大業元年（605年），改为越州。大業三年（607年），改称会稽郡。